# 皇家港
皇家港（英語：Port Royal，牙買加克里奧爾語：Puot Rayal），音譯為羅亞爾港，是17世紀一直到18世紀初位于牙买加京斯敦附近的一座城市，也是当时加勒比海地区的航运中心。在17世纪曾被称为“西方最邪恶的城市”。
1692年6月7日，皇家港遭遇一场毁灭性的地震，城市面积三分之二的区域因建筑物的不合理建造导致的土壤液化而沉入加勒比海。灾难过后，在皇家港的基础上建立了京斯敦，即今日牙買加的首都。在那之后，还遭受了1907年的另一场地震，不计其数的飓风，火灾和多种人口毁灭性疾病。

## 历史

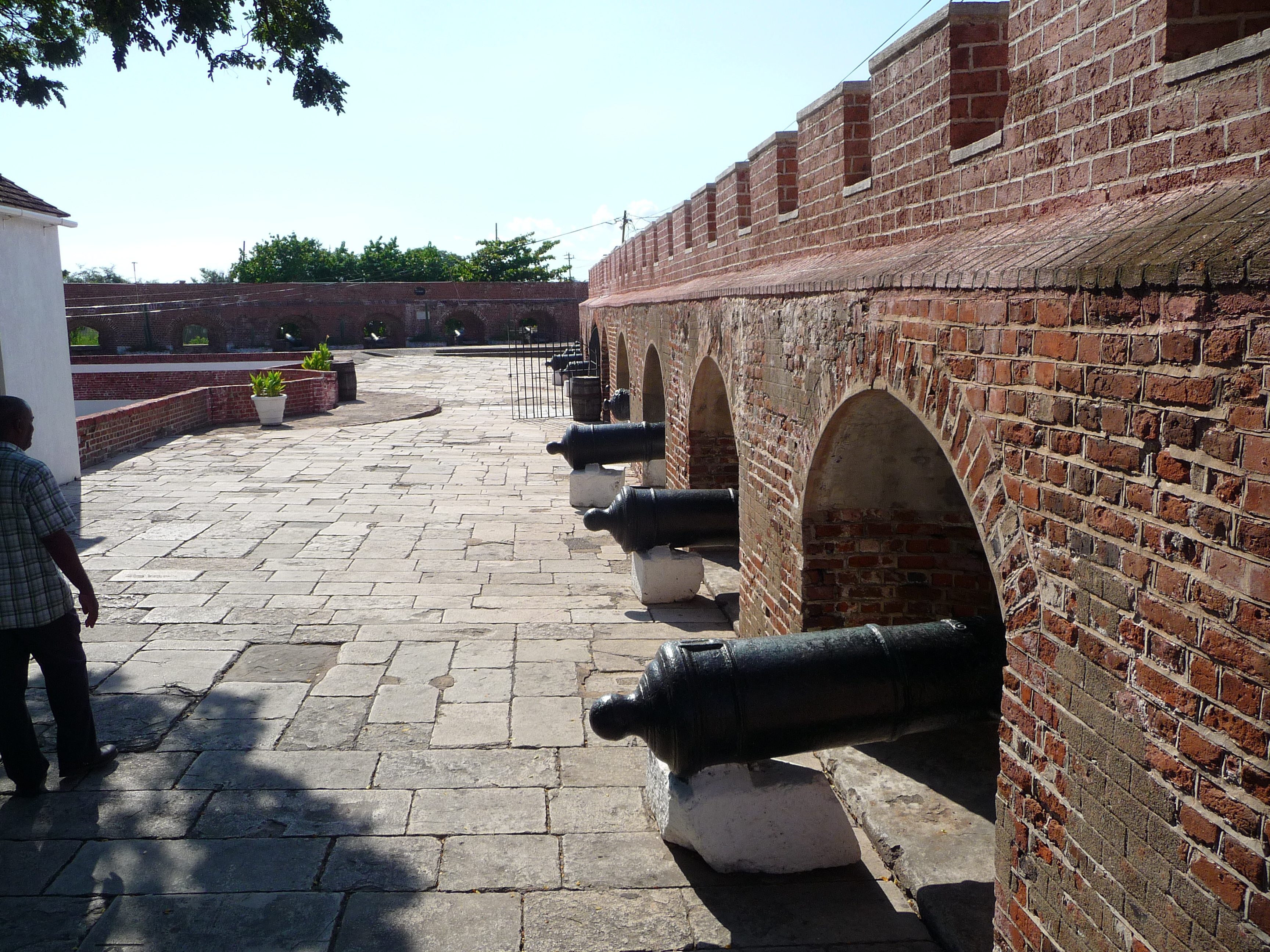
皇家港的大炮

在几百年前，京斯敦不过是一座名不见经传的小城，在当时的“都市人”看来，那只是印第安人中的阿拉瓦克族的居住地而已。它的繁荣地，是在离现在城南5公里处的皇家港（又称罗亚尔港）。

### 殖民時期
1509年-1655年，該區域為西班牙占领。1655年，英国人驅趕西班牙人出去，此地轉為英国殖民地。英國佔領初期，不敢挑戰海權強國西班牙，因此鼓勵私掠船攻擊西班牙哈布斯堡王朝的船隻，皇家港就此成為英國私掠船的母港。为防止西班牙人反扑,英国人在此筑起海防要塞，企图利用火力控制附近的海域，保持对加勒比海西班牙殖民城市的经济钳制。
英國殖民者在皇家港建造了5座堡垒，资助私掠船，助其俘获敌军船只、袭击他国殖民地。这些私掠者结成了“海岸兄弟联盟”，在皇家港建立大本营，逐渐發展成一支强大而又残暴的部队，让整个安的列斯群岛的殖民者颇为担忧。在 17世紀後半，當英國政府不再頒發私掠船特許狀時，許多私掠船船員轉變成為海盜，繼續利用皇家港作為向海上出擊的基地。
當時來自世界各地的海盜聚集在此，甚至有來自非洲馬達加斯加島水域的海盜。海盜揮霍大量財富流入皇家港聚集，因此吸引各式商人、朗姆酒商、妓女及其他渴望从中分一杯羹的人们。而且城镇居民纷纷出资支持海盗们远航抢劫，以分赃获利。到1682年，皇家港已经成为牙买加最大的城市，也是一个罪恶与繁华共存的港口。
这个时间段里的皇家港，公开身份是牙买加的首府，另一个非正式身份则是“人类历史上最邪恶的城市”。海盗抢夺来的财物在这里堆积成山:中国的丝绸、印尼的香料、英国的工业品一应俱全。当然最多的还是金条、银条和珠宝。虽然人口不多，但奢侈程度不亚于伦敦、巴黎。整个城市没有工業設施生產，人們却可受豪华的物质生活。酒馆人声嘈杂，销赃市场顾客如云，各式船只频繁进出港口:满载着工业品的海盗船在码头卸货，美洲大陆的过境船在此补给淡水，也停泊有满载财宝刚刚完成「私掠任务」的船只。高峰航程时，船只还得排队进港，甚至还得在港口外停几天。

### 港口沒落及重建
1692年的一场地震及海嘯，襲擊整個牙買加島，吞没了当时生活区约三分之二的面积。皇家港的所有門徒逃離，許多難民被困在處所，環境卑劣且缺乏藥物、沒有乾淨飲水，使得倖存者接連死於傳染病。地震和海嘯共約造成該市人口半數死亡，且在接下來的幾個月裡，疾病肆虐又奪去多數倖存者的生命。
在大地震後的200年，接連而來的飓风、火灾、傳染病紛紛侵擾著皇家港，區域內的人口驟減。1907年，皇家港再次遭受另一场大地震，使該地區完全成為歷史的幻影。今日皇家港人口不多且幾乎沒有商業或政治重要性，歷史遺跡也多處於年久失修的狀態。
近年牙買加政府重視皇家港歷史遺產，於1999年制定計劃開發皇家港的歷史和旅遊價值，決定開發港區為歷史旅遊的國際景點，除重建港口浮動碼頭以提供郵輪停靠，並刺激港口遺址的考古探索，積極發掘殖民時期和私掠時期的考古風情。
皇家港「水下之城」(underwater city) 是西半球重要的水下考古遺址，出產許多16-17世紀的文物和寶藏，還有部分文物更是來自1518年建城之前的土著族群。另有許多17-18世紀的海盜船沉沒在皇家港內，吸引考古學家團隊，多年來已採取條件控制方式進行許多的水下探勘與古物上岸行動。還有許多的考古挖掘行動，也在街道區域進行中
但因為歷史文化的考古行動，也造成港口的開發重建行動的許多困難 。

## 气候
皇家港是热带稀树草原气候（柯本气候分类为Aw），1月到4月的旱季较短，5月到10月为漫长的雨季。全年温度稳定，旱季稍冷，一月份为25.5摄氏度，5月份为27.7摄氏度。年均降雨量为1345毫米。

## 遗址
皇家港口也是牙买加国家遗产信托组织（Jamaica National Heritage Trust，简称JNHT）考古部门的所在地。该考古部门最近对这座水下之城进行了一次声纳探测，找出了一艘沉没在金斯敦港（Kingston Harbour）的海盗船。迄今为止，考古部门已找回数以千计的文物，他们计划当完成对这些物品的研究后，在当地设立一家博物馆来展示它们。

## 外部連接
- Brown, Shawn (Cartographer). . ShawnBrown.com. （原始内容存档于2007-02-14）.
- Hamilton, Dr. Donny L. (Principal Investigator). . Nautarch.tamu.edu.   [2020-04-11]. （原始内容存档于2012-03-23）. (historical and archaeological research)
- . Great Lakes Pirate Fest. Vermilion Ohio News. （原始内容存档于2015-12-10）.
- Vallar, Cindy (Editor and Reviewer). . Pirates and Privateers: The History of Maritime Piracy.   [2020-04-11]. （原始内容存档于2020-02-21）.